# 幸手市保健福祉総合センター
幸手市保健福祉総合センター（さってし ほけんふくしそうごうセンター）は、埼玉県幸手市に設置されている福祉施設である。愛称は「ウェルス幸手（ウェルスさって）」。2005年（平成17年）4月4日より業務開始。

## 概要
福祉施設をはじめとする設備が設けられている。建物1階では幸手市役所の部署である社会福祉課、介護福祉課、子育て支援課、健康増進課が業務を行っている。そのほか、建物2階には公衆浴場「天神の湯（てんじんのゆ）」があり、桜と紫陽花をイメージして造られた浴室に、全身浴・ジャグジー・露天風呂・水風呂が設置されている。浴室には手すりやシャワーチェアー、シャワー用車椅子も準備されている。

## 施設
| 1階 - 自動交付機 - エントランスホール - 共通ロビー - 福祉喫茶（ぷあん） - 社会福祉協議会 - 親子プレイルーム - 社会福祉課 - 介護福祉課 - 子育て支援課 - 健康増進課 | 2階 - 研修室 - 会議室 - 多目的室 - 調理実習室 - トレーニング室 - 体操室 - 談話サロン - 和風庭園 - 教養娯楽室 - 天神の湯 - 全身浴 - ジャグジー - 露天風呂 - 水風呂 | 3階 - 倉庫 - 屋上緑化 - 太陽光集熱パネル - 風力発電機 | 建物外 - バス停（幸手市内循環バス） - 駐車場 |

## 所在地
- 〒340-0152
- 埼玉県幸手市大字天神島1030-1[3]

## 交通
- 幸手市内循環バス「ウェルス幸手（アスカル幸手前）」にて下車、徒歩約1分。
- 幸手駅より東南東方へ徒歩にて約30分（距離約1.6km）[4]。

### 路線バス
| 乗り場        | 乗り場 | 系統                                                 | 主要経由地       | 行先       | 運行事業者   | 所管 | 備考            | 出典  |
| ------------- | ------ | ---------------------------------------------------- | ---------------- | ---------- | ------------ | ---- | --------------- | ----- |
| ウェルス 幸手 |        | 中央                                                 | 児童館・武道館前 | 幸手市役所 | 市内循環バス | -    | 日曜・ 祝日運休 | [ 5 ] |
| ウェルス 幸手 | 東A    | 東公民館・八代郵便局・ウェルス幸手・児童館・武道館前 | [ 6 ]            | 幸手市役所 | 市内循環バス | -    | 日曜・ 祝日運休 |       |
| ウェルス 幸手 | 東A    | 児童館・武道館前                                     | [ 6 ]            | 幸手市役所 | 市内循環バス | -    | 日曜・ 祝日運休 |       |

## 周辺
- 幸手市民文化体育館（アスカル幸手）
- 幸手市立権現堂川小学校
- 首都圏中央連絡自動車道幸手インターチェンジ
- 浅堀
- 上吉羽赤木用水路
- 外郷内落
- 倉松川
- 天神神社
- 幸手市立図書館
- 幸手市立さくら小学校
- 日本保健医療大学
- 東埼玉総合病院